# Клара Мандић
Клара Мандић (Бари, 1944 — Београд, 9. маја 2001) је била српски политичар и стоматолог.

## Биографија
Рођена је у јеврејској породици 1944. године која се тада налазила у јеврејском логору Барију, у Италији. Њени родитељи нису преживели рат и она је као сироче усвојена од стране српске породице Мандић, чије презиме Клара и преузима као своје.
Клара Мандић је одрасла у православној породици, али није запустила своје корене тако да је изучавала и јеврејску веру.
Завршила је основну, средњу и музичку школу и стоматологију у Београду. Као студент учествује у студентским демонстрацијама 1968. године. После факултета једно време проводи у Новом Саду а касније се враћа у Београд где отвара приватну стоматолошку ординацију у властитој кући. Порастом националних тензија у Југославији, Клара Мандић под покровитељством српске владе у Београду 1987. године оснива Друштво српско-јеврејског пријатељства, са циљем зближавања ова два народа пошто је званична политика дотадашње Југославије била наклоњенија арапским државама.
Као оснивач странке Клара Мандић је преузела улогу председника странке и странка је у јеку популарности бројала неколико хиљада чланова. Највећу популарност странка је стекла почетком рата у Југославији 1991. године.
Током деведесетих година била је пријатељ са Дафином Милановић власницом Дафимент банке и Драганом Васиљковићем познатим под псеудонимом Капетан Драган. Била је члан Демократске странке а касније и Српске демократске странке.
Завршетком рата и распадом Југославије Клара Мандић се повлачи из активне политике. Брутално је убијена, из користољубља, у свом стану у Београду, 9. маја 2001. године
Мајка је глумца Срђана Тимарова.